# Ramon Harewood
(en) Statistiques sur pro-football-reference
Ramon Harewood (né le 3 février 1987 à St. Michael) est un joueur barbadien de football américain.

## Carrière

### Université
Harewood joue pour l'équipe universitaire des Maroon Tigers de Morehouse. En 2009, il s'inscrit pour le draft de la NFL de la saison suivante.

### Professionnel
Ramon Harewood est sélectionné au sixième tour du draft de la NFL de 2010 par les Ravens de Baltimore au 194e choix. Il ne joue aucun match lors de la saison 2010. Il passe deux saisons sur la liste des blessés de Baltimore et fait ses débuts en NFL, lors du premier match de la saison 2012, contre les Bengals de Cincinnati à Monday Night Football.